# Phyllogomphus selysi
Phyllogomphus selysi là một loài chuồn chuồn ngô trong họ Gomphidae. Loài này có ở Angola, Botswana, Cameroon, Cộng hòa Congo, Cộng hòa Dân chủ Congo, Kenya, Malawi, Mozambique, Namibia, Nam Phi, Tanzania, Uganda, Zambia, Zimbabwe, và có thể Burundi. Môi trường sống tự nhiên của nó là các con sông.